# Archigargetta cyclopea
Archigargetta cyclopea är en fjärilsart som beskrevs av Sergius G. Kiriakoff 1967. Archigargetta cyclopea ingår i släktet Archigargetta och familjen tandspinnare. Inga underarter finns listade i Catalogue of Life.